# 4 Heures du Castellet 2017
Navigation
Édition précédente Édition suivante
Les 4 Heures du Castellet 2017, disputées le 27 août 2017 sur le circuit Paul-Ricard, sont la vingt-quatrième édition de cette course, la huitième sur un format de quatre heures, et la quatrième manche de l'European Le Mans Series 2017.

## Engagés
La liste officielle des engagés est composée de 35 voitures, dont 12 en LMP2, 17 en LMP3 et 6 en LM GTE.

## Course

### Classement de la course
Voici le classement provisoire au terme de la course.
- Les vainqueurs de chaque catégorie sont signalés par un fond jauni.
- Pour la colonne Pneus, il faut passer le curseur au-dessus du modèle pour connaître le manufacturier de pneumatiques.

| Pos  | Classe | no | Écurie                    | Pilotes                                                           | Châssis                          | Pneus | Tours | Temps               |
| Pos  | Classe | no | Écurie                    | Pilotes                                                           | Moteur                           | Pneus | Tours | Temps               |
| ---- | ------ | -- | ------------------------- | ----------------------------------------------------------------- | -------------------------------- | ----- | ----- | ------------------- |
| 1    | LMP2   | 27 | SMP Racing                | Matevos Isaakyan Egor Orudzhev                                    | Dallara P217                     | D     | 115   | 4 h 00 min 16 s 217 |
| 1    | LMP2   | 27 | SMP Racing                | Matevos Isaakyan Egor Orudzhev                                    | Gibson GK428 4,2 l V8 Atmo       | D     | 115   | 4 h 00 min 16 s 217 |
| 2    | LMP2   | 22 | G-Drive Racing            | Memo Rojas Nicolas Minassian Léo Roussel                          | Oreca 07                         | D     | 115   | +1 min 27 s 817     |
| 2    | LMP2   | 22 | G-Drive Racing            | Memo Rojas Nicolas Minassian Léo Roussel                          | Gibson GK428 4,2 l V8 Atmo       | D     | 115   | +1 min 27 s 817     |
| 3    | LMP2   | 39 | Graff Racing              | Eric Trouillet Paul Petit Enzo Guibbert                           | Oreca 07                         | D     | 114   | + 1 tour            |
| 3    | LMP2   | 39 | Graff Racing              | Eric Trouillet Paul Petit Enzo Guibbert                           | Gibson GK428 4,2 l V8 Atmo       | D     | 114   | + 1 tour            |
| 4    | LMP2   | 23 | Panis-Barthez Compétition | Fabien Barthez Timothé Buret Nathanaël Berthon                    | Ligier JS P217                   | M     | 114   | + 1 tour            |
| 4    | LMP2   | 23 | Panis-Barthez Compétition | Fabien Barthez Timothé Buret Nathanaël Berthon                    | Gibson GK428 4,2 l V8 Atmo       | M     | 114   | + 1 tour            |
| 5    | LMP2   | 32 | United Autosports         | Will Owen Hugo de Sadeleer Filipe Albuquerque                     | Ligier JS P217                   | D     | 114   | + 1 tour            |
| 5    | LMP2   | 32 | United Autosports         | Will Owen Hugo de Sadeleer Filipe Albuquerque                     | Gibson GK428 4,2 l V8 Atmo       | D     | 114   | + 1 tour            |
| 6    | LMP2   | 40 | Graff Racing              | James Allen Richard Bradley Gustavo Yacamán                       | Oreca 07                         | D     | 114   | + 1 tour            |
| 6    | LMP2   | 40 | Graff Racing              | James Allen Richard Bradley Gustavo Yacamán                       | Gibson GK428 4,2 l V8 Atmo       | D     | 114   | + 1 tour            |
| 7    | LMP2   | 21 | DragonSpeed               | Ben Hanley Henrik Hedman Nicolas Lapierre                         | Oreca 07                         | D     | 114   | + 1 tour            |
| 7    | LMP2   | 21 | DragonSpeed               | Ben Hanley Henrik Hedman Nicolas Lapierre                         | Gibson GK428 4,2 l V8 Atmo       | D     | 114   | + 1 tour            |
| 8    | LMP2   | 25 | Algarve Pro Racing        | Andrea Roda Matthew McMurry Andrea Pizzitola                      | Ligier JS P217                   | D     | 113   | + 2 tours           |
| 8    | LMP2   | 25 | Algarve Pro Racing        | Andrea Roda Matthew McMurry Andrea Pizzitola                      | Gibson GK428 4,2 l V8 Atmo       | D     | 113   | + 2 tours           |
| 9    | LMP2   | 49 | High Class Racing         | Dennis Andersen Anders Fjordbach                                  | Dallara P217                     | D     | 112   | + 3 tours           |
| 9    | LMP2   | 49 | High Class Racing         | Dennis Andersen Anders Fjordbach                                  | Gibson GK428 4,2 l V8 Atmo       | D     | 112   | + 3 tours           |
| 10   | LMP2   | 47 | Cetilar Villorba Corse    | Roberto Lacorte Giorgio Sernagiotto Andrea Belicchi               | Dallara P217                     | D     | 111   | + 4 tours           |
| 10   | LMP2   | 47 | Cetilar Villorba Corse    | Roberto Lacorte Giorgio Sernagiotto Andrea Belicchi               | Gibson GK428 4,2 l V8 Atmo       | D     | 111   | + 4 tours           |
| 11   | LMP2   | 28 | IDEC Sport                | Patrice Lafargue Paul Lafargue Olivier Pla                        | Ligier JS P217                   | M     | 111   | + 4 tours           |
| 11   | LMP2   | 28 | IDEC Sport                | Patrice Lafargue Paul Lafargue Olivier Pla                        | Gibson GK428 4,2 l V8 Atmo       | M     | 111   | + 4 tours           |
| 12   | LMP2   | 29 | Racing Team Nederland     | Jan Lammers Frits van Eerd                                        | Dallara P217                     | D     | 108   | + 7 tours           |
| 12   | LMP2   | 29 | Racing Team Nederland     | Jan Lammers Frits van Eerd                                        | Gibson GK428 4,2 l V8 Atmo       | D     | 108   | + 7 tours           |
| 13   | LMP3   | 2  | United Autosports         | John Falb Sean Rayhall                                            | Ligier JS P3                     | M     | 107   | + 8 tours           |
| 13   | LMP3   | 2  | United Autosports         | John Falb Sean Rayhall                                            | Nissan VK50VE 5.0 L V8 Atmo      | M     | 107   | + 8 tours           |
| 14   | LMP3   | 13 | Inter Europol Competition | Jakub Śmiechowski Martin Hippe                                    | Ligier JS P3                     | M     | 107   | + 8 tours           |
| 14   | LMP3   | 13 | Inter Europol Competition | Jakub Śmiechowski Martin Hippe                                    | Nissan VK50VE 5.0 L V8 Atmo      | M     | 107   | + 8 tours           |
| 15   | LMP3   | 18 | M.Racing - YMR            | Alexandre Cougnaud Antoine Jung Romano Ricci                      | Ligier JS P3                     | M     | 107   | + 8 tours           |
| 15   | LMP3   | 18 | M.Racing - YMR            | Alexandre Cougnaud Antoine Jung Romano Ricci                      | Nissan VK50VE 5.0 L V8 Atmo      | M     | 107   | + 8 tours           |
| 16   | LMP3   | 11 | EuroInternational         | Giorgio Mondini Marco Jacoboni                                    | Ligier JS P3                     | M     | 107   | + 8 tours           |
| 16   | LMP3   | 11 | EuroInternational         | Giorgio Mondini Marco Jacoboni                                    | Nissan VK50VE 5.0 L V8 Atmo      | M     | 107   | + 8 tours           |
| 17   | LMP3   | 16 | Panis-Barthez Compétition | Eric Debard Simon Gachet Theo Bean                                | Ligier JS P3                     | M     | 107   | + 8 tours           |
| 17   | LMP3   | 16 | Panis-Barthez Compétition | Eric Debard Simon Gachet Theo Bean                                | Nissan VK50VE 5.0 L V8 Atmo      | M     | 107   | + 8 tours           |
| 18   | LMP3   | 17 | Ultimate                  | François Hériau Jean-Baptiste Lahaye Matthieu Lahaye              | Ligier JS P3                     | M     | 107   | + 8 tours           |
| 18   | LMP3   | 17 | Ultimate                  | François Hériau Jean-Baptiste Lahaye Matthieu Lahaye              | Nissan VK50VE 5.0 L V8 Atmo      | M     | 107   | + 8 tours           |
| 19   | LMGTE  | 55 | Spirit of Race            | Duncan Cameron Matt Griffin Aaron Scott                           | Ferrari 488 GTE                  | D     | 106   | + 9 tours           |
| 19   | LMGTE  | 55 | Spirit of Race            | Duncan Cameron Matt Griffin Aaron Scott                           | Ferrari F154CB 3.9 L V8 bi-turbo | D     | 106   | + 9 tours           |
| 20   | LMP3   | 15 | RLR Msport                | John Farano Morten Dons (en) Alex Kapadia                         | Ligier JS P3                     | M     | 106   | + 9 tours           |
| 20   | LMP3   | 15 | RLR Msport                | John Farano Morten Dons (en) Alex Kapadia                         | Nissan VK50VE 5.0 L V8 Atmo      | M     | 106   | + 9 tours           |
| 21   | LMGTE  | 90 | TF Sport                  | Salih Yoluc Euan Hankey Nicki Thiim                               | Aston Martin Vantage GTE         | D     | 106   | + 9 tours           |
| 21   | LMGTE  | 90 | TF Sport                  | Salih Yoluc Euan Hankey Nicki Thiim                               | Aston Martin 4.5 L V8 Atmo       | D     | 106   | + 9 tours           |
| 22   | LMGTE  | 66 | JMW Motorsport            | Robert Smith Jody Fannin Jonny Cocker                             | Ferrari 458 Italia GT2           | D     | 106   | + 9 tours           |
| 22   | LMGTE  | 66 | JMW Motorsport            | Robert Smith Jody Fannin Jonny Cocker                             | Ferrari 4.5 L V8 Atmo            | D     | 106   | + 9 tours           |
| 23   | LMGTE  | 51 | Spirit of Race            | Rino Mastronardi Giorgio Roda Andrea Bertolini                    | Ferrari 488 GTE                  | D     | 106   | + 9 tours           |
| 23   | LMGTE  | 51 | Spirit of Race            | Rino Mastronardi Giorgio Roda Andrea Bertolini                    | Ferrari F154CB 3.9 L V8 bi-turbo | D     | 106   | + 9 tours           |
| 24   | LMGTE  | 99 | Beechdean AMR             | Andrew Howard Ross Gunn Darren Turner                             | Aston Martin Vantage GTE         | D     | 106   | + 9 tours           |
| 24   | LMGTE  | 99 | Beechdean AMR             | Andrew Howard Ross Gunn Darren Turner                             | Aston Martin 4.5 L V8 Atmo       | D     | 106   | + 9 tours           |
| 25   | LMP3   | 12 | EuroInternational         | Ricky Capo Max Hanratty Andrea Dromedari                          | Ligier JS P3                     | M     | 106   | + 9 tours           |
| 25   | LMP3   | 12 | EuroInternational         | Ricky Capo Max Hanratty Andrea Dromedari                          | Nissan VK50VE 5.0 L V8 Atmo      | M     | 106   | + 9 tours           |
| 26   | LMGTE  | 77 | Proton Competition        | Christian Ried Joël Camathias Matteo Cairoli                      | Porsche 911 RSR                  | D     | 105   | + 10 tours          |
| 26   | LMGTE  | 77 | Proton Competition        | Christian Ried Joël Camathias Matteo Cairoli                      | Porsche 4.0 L Flat-6 Atmo        | D     | 105   | + 10 tours          |
| 27   | LMP3   | 5  | By Speed Factory          | Tim Müller Jürgen Krebs                                           | Ligier JS P3                     | M     | 103   | + 12 tours          |
| 27   | LMP3   | 5  | By Speed Factory          | Tim Müller Jürgen Krebs                                           | Nissan VK50VE 5.0 L V8 Atmo      | M     | 103   | + 12 tours          |
| 28   | LMP3   | 4  | Cool Racing by GPC        | Alexandre Coigny Iradj Alexander                                  | Ligier JS P3                     | M     | 98    | + 17 tours          |
| 28   | LMP3   | 4  | Cool Racing by GPC        | Alexandre Coigny Iradj Alexander                                  | Nissan VK50VE 5.0 L V8 Atmo      | M     | 98    | + 17 tours          |
| Abd. | LMP3   | 19 | M.Racing - YMR            | Yann Ehrlacher Erwin Creed                                        | Norma M30                        | M     | 97    |                     |
| Abd. | LMP3   | 19 | M.Racing - YMR            | Yann Ehrlacher Erwin Creed                                        | Nissan VK50VE 5.0 L V8 Atmo      | M     | 97    |                     |
| Abd. | LMP3   | 6  | 360 Racing                | Ross Kaiser Terrence Woodward Tony Wells                          | Ligier JS P3                     | M     | 88    |                     |
| Abd. | LMP3   | 6  | 360 Racing                | Ross Kaiser Terrence Woodward Tony Wells                          | Nissan VK50VE 5.0 L V8 Atmo      | M     | 88    |                     |
| Abd. | LMP3   | 10 | Oregon Team               | Davide Roda (en) Andrés Méndez (en) Dario Capitanio               | Norma M30                        | M     | 87    |                     |
| Abd. | LMP3   | 10 | Oregon Team               | Davide Roda (en) Andrés Méndez (en) Dario Capitanio               | Nissan VK50VE 5.0 L V8 Atmo      | M     | 87    |                     |
| Abd. | LMP3   | 7  | Duqueine Engineering      | Antonin Borga David Droux Nicolas Schatz                          | Norma M30                        | M     | 75    |                     |
| Abd. | LMP3   | 7  | Duqueine Engineering      | Antonin Borga David Droux Nicolas Schatz                          | Nissan VK50VE 5.0 L V8 Atmo      | M     | 75    |                     |
| Abd. | LMP3   | 8  | Duqueine Engineering      | Vincent Beltoise Lucas Légeret Nicolas Melin                      | Norma M30                        | M     | 42    |                     |
| Abd. | LMP3   | 8  | Duqueine Engineering      | Vincent Beltoise Lucas Légeret Nicolas Melin                      | Nissan VK50VE 5.0 L V8 Atmo      | M     | 42    |                     |
| Abd. | LMP3   | 9  | AT Racing                 | Alexander Talkanitsa, Jr. Alexander Talkanitsa, Sr. Mikkel Jensen | Ligier JS P3                     | M     | 24    |                     |
| Abd. | LMP3   | 9  | AT Racing                 | Alexander Talkanitsa, Jr. Alexander Talkanitsa, Sr. Mikkel Jensen | Nissan VK50VE 5.0 L V8 Atmo      | M     | 24    |                     |
| Abd. | LMP3   | 3  | United Autosports         | Mark Patterson Wayne Boyd Christian England                       | Ligier JS P3                     | M     | 7     |                     |
| Abd. | LMP3   | 3  | United Autosports         | Mark Patterson Wayne Boyd Christian England                       | Nissan VK50VE 5.0 L V8 Atmo      | M     | 7     |                     |

## Pole position et record du tour
- Pole position : Nicolas Lapierre sur n°21 DragonSpeed en 1 min 52 s 762
- Meilleur tour en course : Léo Roussel sur n°22 G-Drive Racing en 1 min 55 s 252 au 3e tour.

## Tours en tête
Tours en tête
- no 21 Oreca 07 - DragonSpeed : 19 tours (1-19)
- no 22 Oreca 07 - G-Drive Racing : 1 tour (20)
- no 27 Dallara P217 - SMP Racing : 88 tours (21 / 23-46 / 53-115)
- no 49 Dallara P217 - High Class Racing : 1 tour (22)
- no 40 Oreca 07 - Graff Racing : 6 tours (47-52)

## À noter
- Longueur du circuit : 5,791 km
- Distance parcourue par les vainqueurs : 665,965 km